# Alstroemeria pulchra
Alstroemeria pulchra Sims es una especie fanerógama, herbácea, perenne y rizomatosa perteneciente a la familia de las alstroemeriáceas. Es endémica de la zona centro sur Chile. En la actualidad se reconocen dos subespecies. La subespecie típica, Alstroemeria pulchra subsp. pulchra y Alstroemeria pulchra subsp. lavandulacea

## Descripción
Planta geófita, con varas florales que pueden alcanzar hasta 100 cm de altura. Las hojas son alargadas, lanceoladas, resupinadas en la base, de 4,5 a 8 cm de largo por 6 a 10 mm de ancho. Las flores presentan tépalos espatulados de 3,5 a 5 cm de largo, los externos de color lila a blanquecino, con ápices redondeados de 2,2 a 3 cm de ancho, con un borde denticulado con un leve mucrón oscuro de hasta 2 mm de largo; los internos superiores obovados, redondeados o algo agudos en el ápice, casi la mitad más angostos con muy corto mucrón, de menor largo que los externos, llevan una franja amarilla en la mitad superior, con rayas rojo-vinoso gruesas desde la franja amarilla, formando una mancha cerca del ápice, rayas más finas y abundantes cerca de la base, el tépalo inferior es un poco más corto y con o sin rayas rojo vinoso hacia la base. Las anteras son violáceas. Los frutos son cápsulas de 0,9 a 1,4 cm de largo, coronadas con restos del estilo de 1 cm de largo.

## Taxonomía
Alstroemeria magnifica fue descrita por William Herbert, y publicado en Edwards's Bot. Reg. 29: Misc. 64. 1843
Etimología
Alstroemeria: nombre genérico que fue nombrado en honor del botánico sueco barón Clas Alströmer (Claus von Alstroemer) por su amigo Carlos Linneo.
pulchra: epíteto latino que significa "pulcro".
lavandulacea: epíteto que hace alusión al color liláceo de sus tépalos.
Subespecies
- Alstroemeria pulchra subsp. pulchra.
- Alstroemeria pulchra subsp. lavandulacea Ehr.Bayer, Gatt. Alstr. Chile: 252 (1986 publ. 1987).